# Oliver Kartak
Oliver Kartak (* 1968 in Wien) ist ein österreichischer Grafikdesigner und Professor der Klasse für Grafik-Design an der Universität für angewandte Kunst Wien.

## Leben
Kartak wirkt seit 1992 in den Bereichen Markenentwicklung, Kommunikationsdesign, aber auch Fotografie und Regie.
Kartak entwarf das Erscheinungsbild diverser privater Fernsehsender, darunter VIVA, VIVA Zwei, Premiere, Red Bull Mobile, Viasat, aber auch jenes der öffentlich-rechtlichen Anstalten ORF eins und ORF III.
2006 entstand Kartaks erster Fernsehspielfilm als Autor und Regisseur.
Seit 2007 ist Kartak Professor der Klasse für Grafik-Design an der Universität für angewandte Kunst Wien, seit 2011 Vorstand des Instituts für Design an der Universität für angewandte Kunst Wien.

## Auszeichnungen
- Art Directors Club NY
- ARC Award NY
- Art Directors Club Germany
- CCA

## Filmografie (Auswahl)
- 2006: 8 × 45 – Austria Mystery – Bruderliebe
- 2004–2005: Sunshine Airlines (Fernsehserie)